# The Mark, Tom and Travis Show (The Enema Strikes Back!)
The Mark, Tom and Travis Show (The Enema Strikes Back!) è un album dal vivo dei blink-182.
Pubblicato nel 2000, è l'unico album dal vivo del gruppo. Non è più distribuito e quindi ricercato dai collezionisti e appassionati.
Le canzoni contenute provengono dai precedenti tre album più alcune novità come Man Overboard, unica traccia non live, che potrebbe riguardare l'uscita dal gruppo dell'ex batterista Scott Raynor.

## Tracce
1. Dumpweed – 2:53
2. Don't Leave Me – 2:38
3. Aliens Exist – 3:43
4. Family Reunion – 0:51
5. Going Away to College – 3:40
6. What's My Age Again? – 3:18
7. Rich Lips – 3:35
8. Blew Job – 0:41
9. Untitled – 3:07
10. Voyeur – 3:28
11. Pathetic – 2:51
12. Adam's Song – 4:35
13. Peggy Sue – 3:47
14. Wendy Clear – 4:09
15. Carousel – 3:38
16. All the Small Things – 3:35
17. Mutt – 3:39
18. The Country Song – 1:00
19. Dammit – 3:05
20. Man Overboard – 2:46

- Le tracce dalla 21 alla 49 sono bonus track, in cui Mark, Tom, e "Satana" parlano.

## Formazione
- Tom DeLonge – chitarra, voce
- Mark Hoppus – basso, voce
- Travis Barker – batteria, percussioni